# CA Metropolitano
Der Clube Atlético Metropolitano ist ein Fußballverein aus Blumenau im brasilianischen Bundesstaat Santa Catarina.
Aktuell spielt der Verein in der Segunda Divisão der Staatsmeisterschaft von Santa Catarina.

## Erfolge
- Staatsmeisterschaft von Santa Catarina – Segunda Divisão: 2018

## Stadion
Der Verein trägt seine Heimspiele im Estádio Monumental do SESI in Blumenau aus. Das Stadion hat ein Fassungsvermögen von 6000 Personen.

## Trainerchronik
Stand: Juli 2022
| Trainer         | Nation    | von             | bis            |
| --------------- | --------- | --------------- | -------------- |
| Roberval Davino | Brasilien | 26. August 2009 | 8. April 2010  |
| Pingo           | Brasilien | 18. August 2014 | 9. August 2015 |
| Caco Espinoza   | Brasilien | 2. Januar 2016  | 20. Juni 2016  |
| Isaque Pereira  | Brasilien | Mai 2017        | November 2018  |
| Marcelo Mabilia | Brasilien | Januar 2019     | Februar 2019   |
| Isaque Pereira  | Brasilien | Februar 2019    | Juli 2019      |
| Abel Ribeiro    | Brasilien | Februar 2019    | August 2019    |
| Coelho          | Brasilien | 8. Februar 2021 | 22. März 2021  |
| Paulo Massaro   | Brasilien | 23. März 2021   | 23. April 2021 |
| Rodrigo Cascca  | Brasilien | 6. Juni 2022    |                |